# Kamla Persad-Bissessar
Kamla Persad-Bissessar (Penal, 22 april 1952) was de zevende premier van Trinidad en Tobago. Ze werd op 26 mei 2010 beëdigd en was de eerste vrouwelijke minister-president van het land.
Persad-Bissessar is de politiek leider van het United National Congress (UNC) en leidt daarnaast het People's Partnership, een coalitie van vijf partijen die was gevormd voor de verkiezingen van 2010 als blok tegen de regering van toenmalig premier Patrick Manning. Voor haar benoeming tot premier was ze officier van justitie (tevens als eerste vrouw), interim-premier en leider van de oppositie. Daarnaast was ze tweemaal tot minister benoemd, in 1996, tot minister van Justitie, en in 2000 als interim, tot minister van Onderwijs.

## Carrière
Kamla Persad-Bissessar studeerde aan de University of the West Indies (UWI) en was advocaat van beroep en eerder een docente op een meisjesschool. Ze is getrouwd met Dr. Gregory Bissessar en heeft één zoon.
Sinds 1995 was ze parlementslid voor het kiesdistrict Siparia. In datzelfde jaar had ze een functie als officier van justitie. In 1996 werd ze benoemd tot Minister van Justitie. Nadat haar partij, het UNC, een regering mocht vormen werd ze op 22 december 2000 ingezworen als Minister van Onderwijs.
Op 25 april 2006 werd ze door de oppositie naar voren geschoven als oppositieleidster. De positie was vrijgekomen nadat haar voorganger Basdeo Panday geen verklaring kon geven voor een bankrekening op zijn naam in Londen en was ontslagen door president George Maxwell Richards. Hierop werd Kamla Persad-Bissessar benoemd tot oppositieleidster.
Op 24 januari 2010 werd Persad-Bissessar verkozen tot partijleider van het UNC, ver boven haar voorganger Panday. Ze werd dankzij deze overwinning wederom leider van de oppositie en officieel ingesteld op 25 februari 2010 nadat ze het merendeel van de parlementsleden achter zich had gekregen.

### Minister-president
Nadat de People's Partnership, een coalitie van het United National Congress, het Congress of the People, de Tobago Organization of the People, het National Joint Action Committee en de Movement for Social Justice, de verkiezingen van 24 mei 2010 wonnen, en daarmee de regering van premier Patrick Manning afzetten, werd Kamla Persad-Bissessar de nieuwe minister-president van Trinidad en Tobago. Ze is de zevende premier en de eerste vrouw die deze functie bekleedde. Ze is daarnaast ook de zevende, en eerste vrouw, die voorzitter is van het Gemenebest van Naties.